# Szeherezada (postać)

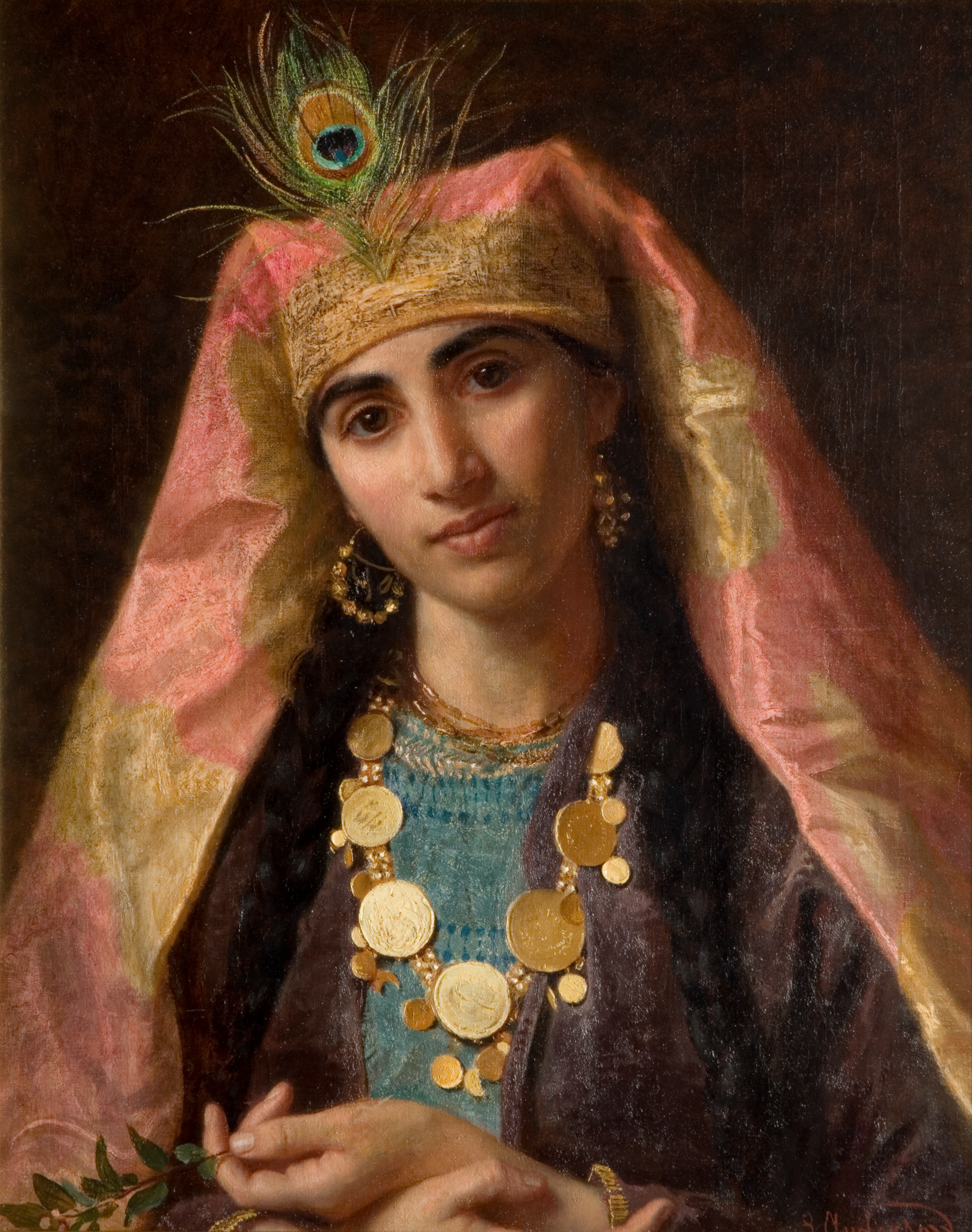
Szeherezada na obrazie Sophie Gengembre Anderson

Szeherezada – postać najprawdopodobniej fikcyjna, główna bohaterka Księgi tysiąca i jednej nocy.

## Biografia
Szeherezada była córką wezyra. Ze względu na wysoką pozycję swego ojca znała i przyjaźniła się z synem sułtana, księciem Szachrijarem. Uważała go za chłopca dobrego i sympatycznego. Jednak wkrótce potem wyjechała i nie widziała swojego przyjaciela przez wiele lat.
Po kilkunastu latach Szeherezada była już dorosłą i piękną kobietą. Powróciła do Bagdadu, swojego rodzinnego państwa. Jednak zastała zupełnie inny świat. Od ojca dowiedziała się, że zdradzony przez żonę i brata, sułtan Szachrijar, wówczas dorosły mężczyzna, postanowił po nocy poślubnej, o wschodzie słońca zabijać swoje kolejne małżonki. Kiedy zaczęło brakować kobiet w haremie, Szeherezada zdecydowała się zostać kolejną żoną sułtana, wiedząc, że zabije on ją następnego dnia. Odbył się ślub i nastała noc poślubna.
Szeherezada zaczęła opowiadać baśń, której Szachrijar początkowo nie chciał słuchać. Później jednak zafascynował się opowieściami swej małżonki. Sułtanka Szeherezada, zauważając wschodzące słońce, przerwała opowieść w najciekawszym momencie, przed samym końcem. Sułtan chciał zabić Szeherezadę, ale obawiał się, że pozbawiając ją życia, nigdy nie dowie się zakończenia opowieści. Darował jej więc życie na następną noc, aby skończyła baśń. Szeherezada skończyła pierwszą opowieść i zaczęła kolejną, a przed samym jej końcem przerwała. W ten sposób sułtan darował jej życie na kolejną noc – i kolejną, i kolejną, i kolejną itd.
Tak Szeherezada opowiadała sułtanowi baśnie przez 1001 nocy. Po tym czasie sułtan postanowił jej nie zabijać i pozostawić przy życiu. Poza tym zakochał się w swej żonie i wiedział, że nie mógłby jej zabić. Tak więc dzięki Szeherezadzie sułtan Szachrijar stał się normalnym człowiekiem, kochającym mężem i ojcem oraz wspaniałym sułtanem i wodzem.